# Мерішелу
Мерішелу (рум. Mărișelu) — село у повіті Бистриця-Несеуд в Румунії. Адміністративний центр комуни Мерішелу.
Село розташоване на відстані 311 км на північний захід від Бухареста, 13 км на південь від Бистриці, 73 км на схід від Клуж-Напоки.

## Населення
За даними перепису населення 2002 року у селі проживали 433 особи.
Національний склад населення села:
| Національність | Кількість осіб | Відсоток |
| -------------- | -------------- | -------- |
| румуни         | 401            | 92,6%    |
| цигани         | 31             | 7,2%     |

Рідною мовою назвали:
| Мова      | Кількість осіб | Відсоток |
| --------- | -------------- | -------- |
| румунська | 403            | 93,1%    |
| циганська | 29             | 6,7%     |